# Sphenochernes camponoti
Espèce
Synonymes
- Syndeipnochernes camponoti Beier, 1970

Sphenochernes camponoti est une espèce de pseudoscorpions de la famille des Chernetidae.

## Distribution
Cette espèce est endémique de l'État de São Paulo au Brésil. Elle se rencontre vers Barueri.

## Habitat
Ce pseudoscorpion est myrmécophile, il se rencontre dans les fourmilières de Camponotus rufipes.

## Description
La femelle holotype mesure 1,5 mm et le mâle paratype 2 mm.

## Publication originale
- Beier, 1970 : Myrmecophile Pseudoskorpione aus Brasilien. Annalen des Naturhistorischen Museums in Wien, vol. 74, p. 51-56 (texte intégral).